# Так легко
«Так легко» — пятый студийный и первый русскоязычный альбом узбекской певицы Севары Назархан, изданный под псевдонимом исполнительницы «Севара & Эльф», на лейбле «Gala Records» 1 марта 2010 года.

## Создание песен и запись
Севара Назархан, став успешной исполнительницей в стиле world music, в 2008 году приступила к записи своего первого русскоязычного альбома. В 2009 году появились первые упоминания о записи альбома. На сайте «Bomond.uz» появилось интервью Севары, где она говорила, что вносит «последние штрихи в работу над русскоязычным альбомом». В интервью «Lenta.ru» певица ответила на вопрос, что сподвигло её на создание русскоязычного альбома:

Я училась в русском классе, значительная часть моих друзей-приятелей русскоговорящие. Наравне с узбекскими культурными ценностями я росла и на Винни-Пухе с голосом Леонова, комедиях Гайдая и кассетах группы «Кино». Поэтому, наверное, выход альбома на русском языке был, скорее, вопросом времени. А что касается поп-музыки, это было настроением тех дней. Хотелось таким его записать.— Севара Назархан
По утверждениям OpenSpace.ru, работа над созданием песен началась с сотрудничества с Борисом Гребенщиковым, который написал текст для песни «Новый шёлковый путь». Как рассказывала сама Севара, при личной встрече она сказала Гребенщикову, что собирается записать русскоязычный альбом. Тогда Гребенщиков предложил написать текст песни. Процесс написания длился несколько месяцев: «Борис Борисович уезжал куда-то далеко за вдохновением, присылал варианты текста, очень переживал. В итоге остановились на той версии, которая наиболее подошла. Далее шла работа над музыкой, я тоже стала слать Гребенщикову варианты, а он кое-что просил переделать. То есть процесс сотрудничества получился вполне обоюдным».
Совместно с Сергеем Михалком была написана песня «А он не пришёл». По словам Севары «Сергей написал песню, которая поначалу была такой душевной, что я тут же в неё влюбилась — мы назвали её „А он не пришёл“». Первоначально певица была знакома с администратором Сергея, Александром Бергером, который уже знал её творчество. Однажды, Александр передал Севаре кассету, на которой была записана композиция Михалка: «Кассета начиналась с извинений Михалка, что он напел и наиграл так криво. Там оказалось пара мелодий, которые я посчитала абсолютным шедевром. Там была такая классная кривизна, что эти песни прямо и хотелось слушать в таком виде. В итоге получилась песня „А он не пришёл“».
В 2006 году была написана песня «Доброй ночи». По словам исполнительницы, в то время она была в Переделкине и случайно наткнулась на книгу стихов Иосифа Бродского: «я увидела там книгу поэта, открыла её наугад и наткнулась на стихотворение „Прощай, мадемуазель Вероника“. Отрывок из него я использовала в своей песне „Доброй ночи!“».

Атмосфера Переделкино нашла своё отражение в этой песне. Мы ничего специально не организовывали, все совпало само. Нужный стих открылся сам. Музыка появилась сразу. Вид из окна дачи в Переделкино на сосны и эта книжка сочетались весьма органично. Первый вариант был очень легким, гитарным. Но потом аранжировщики её нагрузили.— Севара Назархан
Запись песен проходила на студиях Москвы, Лондона, Нью-Йорка и Ташкента. Финальное сведение альбома проводилось на лондонской студии «Real World». Звукозаписью и продюсированием занимались Бруно Эллингем (работавший с «Goldfrapp») и Виктор Сологуб (участник групп «Странные игры» и «Deadушки»), которые ранее уже работали над альбомом певицы Sen. Также в записи участвовали — гитарист «Морального кодекса» Николай Девлет-Кильдеев и звукорежиссёр «Tequilajazzz» Андрей Алякринский.

## Музыка и лирика
Открывающая пластинку песня «А он не пришёл» отличается сдержанной электроаранжировкой. По мнению Дениса Ступникова из «Km.ru», в данной песне инструментальная часть «доведена до жизненно необходимого минимума», и её вытягивает исключительно голос и харизма Севары. Также композиция имеет замысловатый текст. Алексей Мажаев из «Intermedia.ru» назвал его «очаровательно кретинским» и привёл пример из строчек припева песни: : «Собирала девочка малину, порвала зелёные колготки. У любви две половины — одна бывает сладкой, другая горькой. Собирала девочка малину, ягоды рассыпала в траве высокой. У любви две половины — одна бывает доброй, другая жестокой». Борис Барабанов из газеты «Коммерсантъ» посчитал, что по природе своей мелодия и стихи песни являются дворовыми, а в издании «NewsLab.ru» отметили «задумчивое» настроение песни. Денис Ступников также отметил, что автор текста, Сергей Михалок, воплощает в композиции обывательские взгляды о восточных людях: «нужно послушать, с каким интонациями Севара исполняет фразу „ай, нехорошо“!».
XV
Доброй ночи тебе, да и мне — не бденья.

Доброй ночи стране моей для сведенья

личных счетов со мной пожелай оттуда,

где, посредством верст или просто чуда,

ты превратишься в почтовый адрес.

Деревья шумят за окном, и абрис

крыш представляет границу суток...

В неподвижном теле порой рассудок

открывает в руке, как в печи, заслонку.

И перо за тобою бежит в догонку.
XVI
Не догонит!.. Поелику ты — как облак.

То есть, облик девы, конечно, облик

души для мужчины. Не так ли, Муза?

В этом причины и смерть союза.

Ибо души — бесплотны. Ну что ж, тем дальше

ты от меня. Не догонит!.. Дай же

на прощание руку. На том спасибо.

Величава наша разлука, ибо

навсегда расстаемся. Смолкает цитра.

Навсегда -- не слово, а вправду цифра,

чьи нули, когда мы зарастём травою,

перекроют эпоху и век с лихвою.
Композиция «Мы приходим» была записана совместно с Вадимом Степанцовым, который является и автором текста песни. Текст песни написан в форме диалога, где герой Степанцова иронично «учит свою визави, как жить по уму, чести и совести», а «холодные ритмы» композиции напоминают о раннем творчестве группы «Гости из будущего». Песня «Гори» записана в стиле искреннего и негламурного R&B. В лирике песни есть сравнение с мультфильмом «Ну, погоди!». Денис Ступников посчитал, что в данной композиции, её автор, Вадим Степанцов, сделал «своеобразный сиквел мультфильма „Ну, погоди!“».
Пятая песня альбома, «Герой», представляет собой композицию, записанную в стиле поп-музыки. Следующая композиция, «Так легко», записана в стиле электро-поп, со «звонкими переливами» и сопоставима с творчеством группы «Moloko». Песня «За дождём» представляет собой фолк-поп романс, записанный под аккомпанемент гитары и рояля.
Композиция «Доброй ночи» — это фолк-роковая баллада, исполненная в манере ранней Валерии или Натальи Платицыной. Борис Барабанов назвал музыку песни «искристой». В песне также использованы строчки из поэмы Иосифа Бродского «Прощайте, мадемуазель Вероника». Алексей Мажаев назвал такое использование стихов в песне обращением «к серьёзной поэзии в духе ранней Пугачёвой». «Полюби меня» — это поп-трэшевая композиция. Аранжировка песни имеет приятно пульсирующий бит. Денис Ступников особо выделил строчку песни: «Не вози косметику камазами». Композиция «Я люблю тебя» — это баллада, исполненная под аккоманемент фортепиано, которую отличает «тонкая лирика».
Последняя композиция альбома «Новый шёлковый путь» звучит по-восточному, в стиле нью-вейв. В песне использован танбур, звучащий в её финале. По мнению Дениса Ступникова, «Новый шёлковый путь» — это единственная песня на альбоме, где «Севара позволила себе использовать узбекский ориентальный колорит». Вокализы Севары, в песне, напоминают опыты российской певицы Линды и Инны Желанной, а местами, в интерпретации Севары, песня звучит героически.

## Критика
На сайте проекта «МирМэджи» альбом получил позитивную оценку. Автор статьи высказал мнение, что альбом — это «эстетический проект для ценителей необычной поп-музыки». Автор похвалил стихи альбома, отметив сильный вклад Сергея Михалка, Бориса Гребенщикова, Карена Кавалеряна и Вадима Степанцова. Также позитивно была оценена музыка, которая, по мнению журналиста, имеет свою «изюминку»: «…В пластинку вложено нечто большее, чем просто душа. Песни насыщены эмоциями и красками жизни, в них есть грусть и едкий сарказм, злость и нежность…» Негативно были описаны только две песни: «А он не пришёл» и «Полюби меня». В заключение было сказано, что «„Севара и Эльф“ не только знак высоко качества, но и пример для подражания». Смешанную оценку альбом получил на сайте «Newslab.ru». Автор статьи посчитал, что «это действительно ладная, грамотно скроенная пластинка, с современным упругим звучанием и хорошей мелодикой». Однако журналист отметил, что «альбом „Так легко“ весь просачивается сквозь пальцы. Он как будто слишком уж из головы — звучит всё очень здорово, особенно задумчивый хит-сингл „А он не пришёл“ и приятно пульсирующий номер „Полюби меня“, но для взятия планки действительно классной певицы Севаре не хватает какой-то крошечной, но дико важной малости. Какой-то собственной уникальной интонации, что ли; эмоции, которая бы стала тем ракетным топливом, на котором эти красивые, ладные, умные песни вынесло бы, наконец, в стратосферу». Позитивную оценку альбом получил и на сайте «Afisha.ru». Александр Горбачёв пишет, что «Так легко» — это «действительно хороший поп-альбом: умный, модный и доступный». Однако журналист подчёркивает, что альбом, хотя и является идеальным поп-произведением, но он является таковым только с точки зрения критиков. По его мнению, «„Так легко“ — это явным образом конструкт, и в этом смысле он отличается от творчества клиентов Матвиенко или Пригожина попросту большим вкусом, талантом и своевременностью».
Борис Барабанов из газеты «Коммерсантъ» дал положительный отзыв об альбоме. Были позитивно отмечены работы как авторов текста, так и продюсеров альбома. Песня «А он не пришёл» была отмечена как лучшая на альбоме: «не просто хит, это несбыточная мечта о русской поп-музыке, в которой есть и национальные черты, и западное качество, которую не стыдно ни слушать в плейере, ни петь в караоке». В завершение статьи автор отметил, что «несмотря на английское качество альбома „Так легко“, его совершенно неправильно было бы проводить по ведомству „модной музыки“ или, не дай бог, „инди“. Это русский поп-диск давно не слыханного здесь качества». На сайте «Km.ru» посчитали, что альбом во многом получился столь удачным из-за вклада российских рок-музыкантов. Денис Ступников пишет, что они привнесли в альбом должную долю юмора и самоиронии. Одной из лучших была названа песня «Новый шёлковый путь». По мнению автора, Борис Гребенщиков «в кои-то веки уходит от присущей ему многозначительности и позволяет себе внятное высказывание. К тому же песня в интерпретации Севары местами звучит героически, что Гребенщикову тоже обычно не свойственно». Также песня была сравнена с творчеством российской певицы Линды. Также был отмечен лаконизм аранжировок песен, который впрочем был причислен к плюсам альбома. В целом журналист отметил, что единственным недостатком альбома является его «мозаичность».
Восторженную рецензию альбом получил на сайте «Intermedia.ru». Алексей Мажаев пишет, что «поп у Севары получился настолько эталонным, что его не берут на профильные радиостанции — слишком сквозит совершенство через эти старательно примитивные рифмы и несложный электронный аккомпанемент». Композиции альбома автор сравнивает с творчеством группы «Moloko» и Аллы Пугачёвой. В целом автор отметил, что главное достоинство альбома заключается в том, что «любая дичь в устах Севары Назархан звучит невероятно естественно».
Альбом был отмечен Аллой Пугачёвой, которая присудила Севаре Назархан победу в её конкурсе «Алла ищет таланты». Севара получила главный приз конкурса — именную золотую звезду «Алла». Также Пугачёва отметила качество музыкального материала альбома. Композиция «А он не пришёл» была номинирована в категории «Песня» на независимой музыкальной премии Артемия Троицкого «Степной волк 2010».

## Коммерческий успех альбома
Диск дебютировал в российском чарте альбомов на 16 позиции, 30 марта 2010 года. В следующую неделю альбом опустился до 22 места.

## Список композиций
| №   | Название              | Автор(ы)                                          | Длительность |
| --- | --------------------- | ------------------------------------------------- | ------------ |
| 1.  | «А он не пришёл»      | Севара Назархан, Сергей Михалок                   | 3:52         |
| 2.  | «Я устала»            | Севара Назархан, Катерина Файн                    | 3:53         |
| 3.  | «Мы приходим»         | Севара Назархан, Марат Максуди, Вадим Степанцов   | 4:01         |
| 4.  | «Гори»                | Севара Назархан, Вадим Степанцов                  | 4:07         |
| 5.  | «Герой»               | Севара Назархан, Карен Кавалерян                  | 3:17         |
| 6.  | «Так легко»           | Севара Назархан, Артур Байдо                      | 3:35         |
| 7.  | «За дождём»           | Севара Назархан, Карен Кавалерян                  | 3:12         |
| 8.  | «Доброй ночи»         | Севара Назархан, Марат Максуди, Иосиф Бродский    | 3:28         |
| 9.  | «Полюби меня»         | Севара Назархан, Вадим Степанцов                  | 3:31         |
| 10. | «Я люблю тебя»        | Севара Назархан, Марат Максуди, Николай Якимчук   | 4:14         |
| 11. | «Новый шёлковый путь» | Севара Назархан, Марат Максуди, Борис Гребенщиков | 5:14         |